# Lady Isle
Lady Isle är en obebodd ö i Skottland. Arean är 2,3 kvadratkilometer. 